# Поль-Бонкур, Жозеф
Огюстен Альфред Жозеф Поль-Бонкур (фр. Augustin Alfred Joseph Paul-Boncour; 4 августа 1873, Сен-Эньян, Франция — 28 марта 1972, Париж, Франция) — французский государственный и политический деятель периода Третьей республики. Дипломат. Министр труда и социального обеспечения Франции со 2 марта по 26 ноября 1911 года. Военный министр Франции с 3 июня по 18 декабря 1932 года. Премьер-министр Франции с 18 декабря 1932 по 31 января 1933 года. Министр иностранных дел Франции с 18 декабря 1932 по 30 января 1934 года. Министр национальной обороны и военный с 4 по 9 февраля 1934 года. Государственный министр, постоянный делегат в Женеве с 24 января по 4 июня 1936 года. Министр иностранных дел Франции с 13 марта по 10 апреля 1938 года.

## Биография
Был в числе 80 депутатов, которые голосовали против предоставления Анри Филиппу Петену чрезвычайных полномочий 10 июля 1940 года. Позднее возглавил Ассоциацию восьмидесяти, которая объединила парламентариев, кто противостоял Петену и Пьеру Лавалю. 

## Министерство Поль-Бонкура: 18 декабря 1932 — 31 января 1933
- Жозеф Поль-Бонкур — председатель Совета Министров и министр иностранных дел;
- Эдуар Даладье — военный министр;
- Камиль Шотан — министр внутренних дел;
- Анри Шерон — министр финансов;
- Альбер Далимье — министр труда и социального обеспечения;
- Абель Гардей — министр юстиции;
- Жорж Лейг — министр флота;
- Леон Мейер — министр торгового флота;
- Поль Пенлеве — министр авиации;
- Анатоль де Монзи — министр национального образования;
- Эдмон Мьелле — министр пенсий;
- Анри Кей — министр сельского хозяйства;
- Альбер Сарро — министр колоний;
- Жорж Бонне — министр общественных работ;
- Шарль Даниэлу — министр здравоохранения;
- Лоран Эйнак — министр почты, телеграфов и телефонов:
- Жюльен Дюран — министр торговли и промышленности.